# 無からは何も生じない
「無からは何も生じない」（むからはなにもしょうじない、ラテン語: ex nihilo, nihil fit（エクス ニヒロー、ニヒル フィト）、英語: from nothing, nothing comes）は哲学の一分野である形而上学、また科学の一領域である宇宙論の領域、などで議論される原理。主に世界の存在の起源や根拠について議論する際に使用される概念で、「無から有が生じることはありえない」という意味で使われる。

## 歴史
西洋哲学の歴史の中で、この原理をはじめて強く打ち出したのは、紀元前5世紀のギリシアの哲学者パルメニデスである。
パルメニデス後にシチリアのエンペドクレス（前5世紀）は哲学詩において語っている。
原子論哲学者エピクロス（前3世紀）もまた書簡に書き記している。
紀元前1世紀のローマのエピクロス派哲学者ルクレティウスも著書『物の本質について』の中で、この原理を取り上げ論じた。
東洋哲学の歴史の中では、紀元前8世紀のインドの哲学者ウッダーラカ・アールニが、ほぼ同内容の主張を行っている。ウッダーラカの哲学は「有（う）の哲学」と呼ばれ、ウパニシャッドのひとつ『チャーンドーギヤ・ウパニシャッド』の第6章でその内容が展開されている。アールニの哲学はシュヴェータケートゥ・アールネーヤ（24歳にして全てのヴェーダ聖典を学んで鼻高々となっていたアールニの息子）に対する対話の形で記されている。

## 概要
「無からは何も生じない」という原理は「充足理由律」（どんな物事にも理由、原因、根拠といったものがあるはずだという原理）と似ている。しかし必ずしも同一のものではない。アレクサンダー・プルスによれば「無から何も生じない」という原理は、充足理由律の特別な一ケースである。